# ꭨ
Cette page contient des caractères spéciaux ou non latins. S’ils s’affichent mal (▯, ?, etc.), consultez la page d’aide Unicode.
Le r culbuté tilde médian ou r culbuté tilde inscrit, (minuscule : ꭨ) est une lettre additionnelle est un symbole de l’alphabet phonétique international. Elle est composée d’un r culbuté ‹ ɹ › diacrité d’un tilde médian.

## Utilisation
Dans l’alphabet phonétique international, [ꭨ] représente une consonne spirante alvéolaire voisée vélarisée ou pharyngalisée.

## Représentations informatiques
Le r culbuté tilde médian peut être représentée avec le caractère Unicode (latin étendu E) suivant :
| formes    | représentations | chaînes de caractères | points de code | descriptions                                   |
| --------- | --------------- | --------------------- | -------------- | ---------------------------------------------- |
| minuscule | ꭨ               | ꭨ                     | U+AB68         | lettre minuscule latine r culbuté tilde médian |

Avant le codage de U+AB68 dans Unicode, le r culbuté tilde médian pouvait être composé approximativement avec les caractères suivants (Alphabet phonétique international, diacritiques) :
| formes    | représentations | chaînes de caractères | points de code | descriptions                                               |
| --------- | --------------- | --------------------- | -------------- | ---------------------------------------------------------- |
| minuscule | ɹ̴               | ɹ◌̴                    | U+0279 U+0334  | lettre minuscule latine r culbuté diacritique tilde médian |